# Specaria helleri
Specaria helleri är en ringmaskart som först beskrevs av Brinkhurst och Clara Octavia Jamieson 1971.  Specaria helleri ingår i släktet Specaria och familjen glattmaskar. Inga underarter finns listade i Catalogue of Life.